# Konrad Hahn
Konrad Hahn (* 28. November 1863 in Obornik bei Posen; † 1936) war ein deutscher Verwaltungsbeamter.

## Leben
Konrad Hahn stammte aus Bromberg in der Provinz Posen. Er studierte Rechtswissenschaft und Kameralia an der Schlesischen Friedrich-Wilhelms-Universität, der Hessischen Ludwigs-Universität und der Rheinischen Friedrich-Wilhelms-Universität. 1883 wurde er Mitglied des Corps Silesia Breslau. 1884 schloss er sich auch dem Corps Starkenburgia an. Am 5. August 1884 war er an der Rekonstruktion des damals seit acht Jahren suspendierten Corps Guestphalia Bonn beteiligt.
Nach dem Studium trat Hahn in den preußischen Staatsdienst. 1898 wurde er zum Landrat des Kreises Krotoschin ernannt. Das Amt hatte er bis zur Besetzung des Kreises durch Polen am 2. Januar 1919 inne. Er war damit der letzte Landrat des Kreises Krotoschin. Er war verheiratet mit Wally Graetz. Hans Wichard Hahn war ihr Sohn.

## Auszeichnungen
- Ernennung zum Geh. Regierungsrat[1]